# 六痣蛛
六痣蛛（学名：Araniella displicata）为园蛛科痣蛛属的动物。分布于古北区、新北区以及中国大陆的甘肃、陕西、山西、四川、湖南、安徽、江苏、北京、吉林、黑龙江、内蒙古、宁夏、山东等地，多栖息于草丛、果园、棉田、山区灌木林中。该物种的模式产地在欧洲。